# Raffaele Romanelli
Raffaele Romanelli (Firenze, 18 settembre 1942) è uno storico e docente universitario italiano studioso di storia contemporanea e di storia sociopolitica delle istituzioni.

## Biografia
Nel 1966 si laureò in scienze politiche presso l'Università degli studi di Roma "La Sapienza". Dal 1967 al 1993 ricoprì ruoli di assistente o professore in varie università italiane, tra cui Trento, Macerata e Pisa. Nel 1978 fu borsista della Fondazione Luigi Einaudi di Torino. Tra il 1993 e il 2002 fu docente presso l'Istituto universitario europeo a Firenze, e dal 1994 al 2002 professore di storia contemporanea all'Università degli studi di Messina. Dal 2002 al 2012 fu professore ordinario presso la Sapienza.
Negli anni 1999-2003 fu presidente della Società Italiana per lo Studio della Storia Contemporanea (SISSCO), di cui è socio fondatore. Per più di vent'anni fece parte della redazione della rivista "Quaderni Storici".
Dal 2010 è direttore scientifico del Dizionario Biografico degli Italiani curato dall'Istituto dell'Enciclopedia Italiana; in questa veste ha promosso un programma di ampliamento della sezione online del Dizionario Biografico.
È padre della scrittrice Eugenia Romanelli.

## Pubblicazioni
- L'Italia liberale (1861-1900), Bologna, Il Mulino, 1979
- Il comando impossibile. Stato e società nell'Italia liberale, Bologna, Il Mulino, 1988
- Sulle carte interminate. Un ceto di impiegati tra privato e pubblico. I segretari comunali in Italia, 1860-1915, Bologna, Il Mulino, 1989
- Storia dello stato italiano dall'Unità ad oggi, Roma, Donzelli, 1995
- Magistrati e potere nell'Europa moderna, Bologna, Il Mulino, 1997
- How did they become voters? The history of franchise in modern European representation, The Hague-London-Boston, Kluwer Law International, 1998
- Duplo movimento. Ensaios de História, Livros Horizonte, Lisboa, 2008
- Importare la democrazia. Sulla costituzione liberale italiana, Rubbettino, Soveria Mannelli, 2009
- Ottocento. Lezioni di storia contemporanea, voI. 1, Bologna, il Mulino, 2011
- Novecento. Lezioni di storia contemporanea, vol. 2, Bologna, il Mulino, 2014
- L'Italia e la sua Costituzione. Una storia, Laterza, 2023